# Fotografía directa

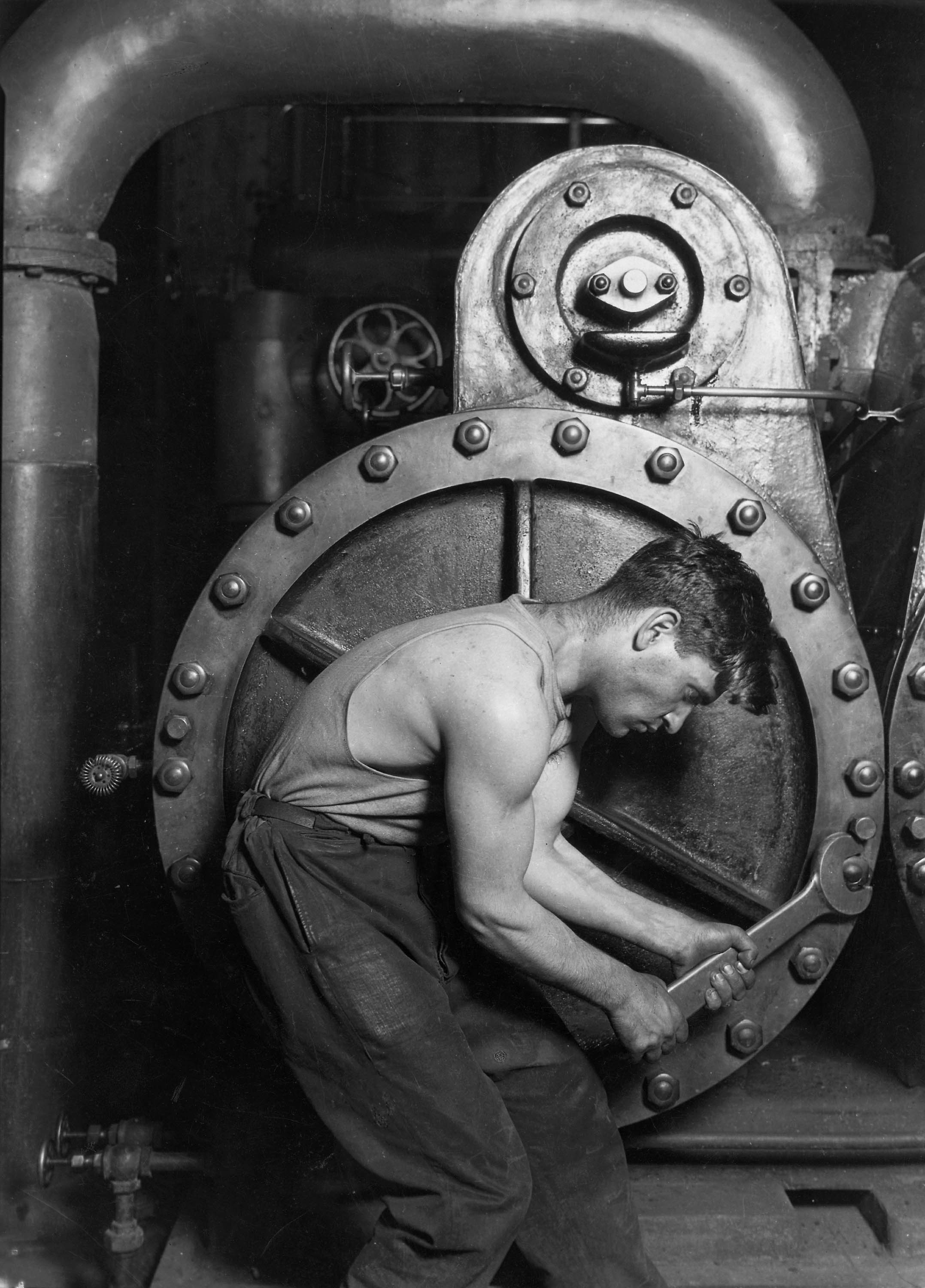
Mecánico trabajando en máquina de vapor, fotografía de Lewis Hine, 1920.

La Fotografía directa fue un movimiento en el que se buscaba reivindicar la fotografía como medio artístico, sin preparar o intervenir el tema a representar en las imágenes.
A comienzos del siglo XX, los artistas progresistas comenzaron a interesarse por una nueva estética basada en las propiedades características singulares de su sí como los escultores comenzaron a respetar la estructura del mármol, en vez de intentar simular la suavidad de la piel, los fotógrafos comenzaron a hacer fotografías que no emularan a otros medios, como en la fotografía pictorialista. El objetivo era obtener resultados a través de medios estrictamente fotográficos. Por fin la fotografía era aceptada como medio artístico legítimo.
Los fotógrafos que siguieron esta nueva tendencia, capturaban imágenes en exteriores con breves tiempos de exposición. Además permitían que sus modelos posasen por sí mismos, a diferencia de las forzadas posturas de la fotografía pictorialista.
Alfred Stieglitz fue el exponente de la Fotografía directa. En 1907, Stieglitz realizó la fotografía "La cubierta de un barco", considerada por muchos como una de sus mejores obras. Para lograrla, tomó rápidamente su cámara para sacar la fotografía esperando que cuando volviera, todo continuara en la misma posición. Al regresar, todo se encontraba como lo había dejado. Fue el resultado de un reconocimiento instantáneo de tema y forma, ya no se trataba de encontrar un ambiente y esperar que todo estuviera en equilibrio.
En 1921, Alfred Stieglitz organizó una exposición con toda su obra. Cada una de sus fotografías era asombrosamente directa y el efecto causado en el público fue impactante. Se produjo un gran revuelo porque nadie sabía de qué tipo de fotografía se trataba, pero causaba conmoción. Eran fotografías directas y simples, diferentes a lo que se veía normalmente en las galerías. En el catálogo de la exposición, Stieglitz escribió que lo que había hecho era poner en su debido lugar una idea. Su maestro era la vida, el trabajo y el experimento continuo.
Produjo centenares de fotografías con nubes y soles y las procesó con medios al alcance de cualquier aficionado. Las dispuso en series con otras imágenes de carácter expresivo, como unas manos de mujer apretadas junto a las rodillas. Llamó a estas imágenes "equivalentes", pues las entendía como equivalentes a sus pensamientos, ideas y aspiraciones, a sus desilusiones y temores. Vistas objetivamente con sus negros profundos y sus blancos luminosos, mostraban la belleza de sus formas. Eran abstracciones fotográficas pues la forma queda abstraída de su significación ilustrativa, aunque no deja de advertir qué es lo que se ha fotografiado. La belleza de esas composiciones fueron fotografiadas en lugares comunes.
En los últimos números de Camera Work, publicados en 1917, Stieglitz reprodujo las fotografías de una nueva figura en el mundo de la fotografía: Paul Strand. Incluía una serie de retratos realizados espontáneamente en la calle y otras imágenes en las que se resaltaba la forma y el diseño. De estas fotografías Stieglitz escribió: "Sus fotografías son la expresión directa del presente, evitando los trucos y cualquier 'ismo', evitando cualquier intento de mistificar a un público ignorante, incluyendo a los fotógrafos mismos". Señalaba un marcado contraste con la mayoría de la obra producida por los miembros de la Photo-Secession, según Strand "un fotógrafo debe tener un respeto por lo que tiene delante, no usar trucos o manipular el proceso, sino utilizar el método de la fotografía directa". La fotografía directa empezó a expandirse así entre los fotógrafos. 
La fotografía comenzó a ser considerada como un medio artístico en sí misma y no como una forma de imitar la pintura artística (Fotografía pictorialista). No sólo la forma de fotografiar era lo que cambiaba, sino también el tema fotografiado, se buscaba la espontaneidad, lo natural, sin poses ni manipulaciones.